# Manius Otacilius Crassus
Manius Otacilius Crassus war ein bedeutender römischer Politiker zur Zeit des Ersten Punischen Krieges.
Otacilius gelangte als homo novus im Jahr 263 zusammen mit Manius Valerius Maximus Messalla zum Konsulat. Mit vier Legionen wurden beide nach Sizilien entsandt, wobei ihnen beträchtliche Erfolge gelangen. Daraufhin war der König von Syrakus, Hieron II. bereit, ein Bündnis mit Rom einzugehen. Die Erfolge seines Kollegen scheinen dabei bedeutender gewesen zu sein, wie dessen Annahme des cognomen Messalla (nach der sizilischen Stadt Messana) anzeigt. Auch in seinem zweiten Konsulat 246 kämpfte Otacilius mit seinem Amtskollegen Marcus Fabius Licinus auf Sizilien. Dabei kam es zu einem Stellungskrieg mit dem karthagischen Befehlshaber Hamilkar Barkas.
Wann Otacilius starb, entzieht sich unserer Kenntnis; sein jüngerer Bruder erreichte das Konsulat 261. Die aus Benevent stammenden Otacilii verdankten ihren Aufstieg der engen Verbindung mit den Fabiern. Nach dem Zweiten Punischen Krieg verschwand die gens aus der römischen Politik, bevor sie am Ausgang der Republik noch einmal einen kurzen Aufschwung erlebte.